# Manzanera
Manzanera – gmina w Hiszpanii, w prowincji Teruel, w Aragonii, o powierzchni 168,66 km². W 2011 roku gmina liczyła 554 mieszkańców.